# Архангельский, Григорий Зиновьевич
Григо́рий Зино́вьевич Арха́нгельский (30 апреля (12 мая) 1896, Никольское (ныне — в составе города Орехово-Зуево), Владимирская губерния — 28 ноября 1959, Ленинград) — российский и советский футболист (нападающий), советский тренер.

## Карьера

### Игрока
С 1914 по 1924, с перерывом, играл за КСО. С 1919 по 1920 год выступал в составе клуба ЗКС, а с 1925 по 1931 год, тоже с перерывом, за команду «Красный путиловец». В 1926 провёл сезон в команде «Выборгский район». Играл за сборную Ленинграда, а также в 1926 году провёл 6 игр и забил 6 голов в неофициальных товарищеских матчах за сборную СССР.

### Тренера
С 1938 по 1939 год возглавлял сталинский «Стахановец», вошёл в историю клуба, как первый тренер, который стал возить на гостевые матчи команды спортивных журналистов. В 1946 году руководил краснодарским «Динамо».

## Достижения
- В списках 33 лучших футболистов чемпионата СССР (4): № 2 — 1920, 1926; № 3 — 1919; № 4 — 1928

## Характеристика
Обладал хорошим дриблингом и сильным ударом с обеих ног, был мощным форвардом таранного типа.

## Семья
Сын Евгений тоже был футболистом и тренером.